# بيهرامجي مالاباري
كان بهرامجي مروانجي مالاباري (الحائز على رتبة عدالة السلام، 18 مايو 1853- 12 يوليو 1912) شاعرًا وناشرًا وأديبًا ومصلحًا اجتماعيًا هنديًا اشتُهر بدفاعه المتحمس عن حماية حقوق المرأة وأنشطته ضد زواج الأطفال.

## نشأته
وُلد بهرامجي مروانجي مالاباري في 18 مايو 1853 في بارودا (المعروفة اليوم بفُددارة في غوجارات). كان ابن دهانجيبهاي ميهتا، وهو نسّاخ بارسي كان يعمل لدى ولاية بارودا وبهيكهيباي. توفي والده، الذي لم يُعرف عنه إلا أنه «كان رجلًا مُهادنًا محبًا للسلام، له بنية ضعيفة إلى حد ما وشخصية ليست مفرطة القوة»، عندما كان في السادسة أو السابعة. ثم أخذته أمه إلى سورت (تبعد 140 كيلومترًا على الساحل عن بارودا)، حيث تلقى بهرامجي تعليمه في مدرسة تبشيرية مشيخية أيرلندية. تبناه لاحقًا مروانجي نانابهاي مالاباري، وهو مالك صيدلية لا أطفال له ويتاجر في خشب الصندل والتوابل من ساحل مالابار، ومن هنا جاء اسم «مالاباري». كان مروانجي قد فقد زوجتين قبل أن يتزوج من والدة بهرامجي.

## أديبًا ومحررًا
مبكرًا في 1875، نشر مالاباري مجلدًا من القصائد في غوجارات، أعقبه في عام 1877 عروس الشعر الهندية في الزي الإنجليزي، والتي جذبت انتباه إنجلترا، ولا سيما ألفريد تينيسون وماكس مولر وفلورنس نايتينغيل. لعب مولر ونايتينغيل أيضًا دورًا في حملته من أجل الإصلاح الاجتماعي، وكتب الأخير أيضًا مقدمة سيرة لمالاباري كُتبت عام 1888/ 1892. في مرحلة ما، انتقل مالاباري إلى مدينة بومباي (اسمها اليوم مومباي)، والتي كانت آنذاك مركز تجارة وإدارة الأملاك البريطانية في الهند الغربية. نشر في 1882 غوجارات والغوجاراتيين: صور رجال وأخلاق مأخوذة من الحياة (لندن: دبليو. إتش. آلن، أو سي إل سي=27113274)، وهو كتاب «ذو طبيعة ساخرة إلى حد ما»، والذي صدر في خمس طبعات.
بدأ عمل حياة مالاباري في 1880 عندما حصل على عمل في المشاهد الهندي، وهي صحيفة يومية بالإنجليزية حررها لعشرين عامًا إلى أن اندمجت مع صوت الهند، والتي كان مالاباري يحررها بالفعل رفقة دادابهاي ناوروجي وويليام ويدربيرن منذ 1883. في 1901، صار محررًا للصحيفة الشهرية شرق وغرب، وهو منصب ظل قائمًا عليه حتى وقت قريب من وفاته في 12 يوليو 1912 في شيملا.
طُبعت حكاية مالاباري عن رحلاته الثلاث إلى الهند، والتي كانت بعنوان العين الهندية على الإنجليزي، أو، نزهات مُصلح سائح (ويستمنستر: أيه. كونستانس، 1893، أو سي إل سي 11695251)، أربع طبعات.